# Fait de conseiller le suicide ou d'y aider
Pour des articles plus généraux, voir Incitation au suicide et Aide au suicide.
Le fait de conseiller le suicide ou d’y aider est une infraction prévue au Code criminel canadien qui consiste soit à conseiller à quelqu'un de se suicider, soit de pratiquer l'aide au suicide sans bénéficier des différentes exceptions relatives à l'aide médicale à mourir.

## Texte de l'infraction
Le Code criminel contient une infraction de conseiller le suicide ou d’y aider à l'art. 241 (1) C.cr. : 

« 241 (1) Est coupable d’un acte criminel et passible d’un emprisonnement maximal de quatorze ans quiconque, que le suicide s’ensuive ou non, selon le cas :

a) conseille à une personne de se donner la mort ou l’encourage à se donner la mort;
b) aide quelqu’un à se donner la mort. »

Les paragraphes suivants de cette disposition énoncent toutefois des exceptions pour le personnel médical et les personnes aidant le patient qui respectent les conditions de l'aide médicale à mourir.

## Non respect des exceptions relatives à l'aide médicale à mourir
La possibilité de suggérer l'aide médicale à mourir est autorisée par la loi pour les personnes qui rencontrent les critères stricts de la loi. L'exception ne concerne toutefois que ces personnes. Le personnel non médical qui conseille spontanément à des personnes de recourir à l'aide médicale à mourir sans être qualifié à l'offrir ou sans entrer dans l'exemption législative de « personne aidant le patient » pourrait par inadvertance commettre l'infraction de conseiller le suicide. Le gouvernement canadien prend au sérieux les allégations d'incitations inappropriées au recours à l'aide médicale à mourir par du personnel non médical et des enquêtes ont été ouvertes à ce sujet.

## Différence par rapport à l'infraction française de provocation au  suicide
Les expressions « provocation au suicide » et « incitation au suicide » ne sont pas expressément utilisées dans le Code criminel. Dans l'arrêt Rodriguez c. Colombie-Britannique (Procureur général), la Cour suprême observe que l'infraction française « exige une forme d'incitation qui va au‑delà de la simple aide au suicide ».

## Utilisation ou non de menaces, de la crainte de quelque violence ou de supercheries
Toutefois, lorsqu'il y a l'utilisation de menaces, de la crainte de quelque violence ou de supercheries pour provoquer un suicide forcé, il s'agit plutôt d'un homicide et dans ce cas précis, l'individu peut être accusé soit de meurtre, soit d'homicide involontaire coupable,.